# Edge of Darkness
 Edge of Darkness és una pel·lícula estatunidenca dirigida per Lewis Milestone, estrenada el 1943.

## Argument
Dos anys després de la invasió nazi de Noruega i en un petit poble pesquer on hi han 150 soldats alemanys, els 800 habitants locals estan conspirant, esperant un subministrament d'armes per poder-se revoltar. Entre els líders, Karen Stensgard, el pare del qual és el metge de la ciutat i no està segur que amb una rebel·lió oberta s'aconseguirà molt. A més, el seu germà ha estat deslleial a Noruega prèviament.

## Repartiment
- Errol Flynn: Gunnar Brogge
- Ann Sheridan: Karen Stensgard
- Walter Huston: Dr. Martin Stensgard
- Nancy Coleman: Katja
- Helmut Dantine: capità Hauptmann Koenig
- Judith Anderson: Gerd Bjarnesen
- Ruth Gordon: Anna Stensgard
- John Beal: Johann Stensgard
- Morris Carnovsky: Sixtus Andresen
- Charles Dingle: Kaspar Torgerson
- Richard Fraser: El pastor Aalesen
- Roman Bohnen: Lars Malken
- Dorothy Tree (no surt als crèdits): Solveig Brategaard